# Pálmonostora
Pálmonostora község Bács-Kiskun vármegye Kiskunfélegyházi járásában.

## Fekvése
Bács-Kiskun vármegyében, Kiskunfélegyházától délkeletre fekvő település. Szomszédai: észak felől Gátér, kelet felől Tömörkény, délkelet felől Pusztaszer, dél felől Kistelek, délnyugat felől Csengele, nyugat felől Petőfiszállás, északnyugat felől pedig Kiskunfélegyháza.

### Megközelítése
Területén végighúzódik, a belterülettől nyugatra, nagyjából észak-déli irányban az 5-ös főút, így ez a leginkább kézenfekvő megközelítési útvonala Budapest-Kecskemét és Szeged felől is. Távolabbi településekről indulva alkalmas megközelítési útvonal lehet az M5-ös autópálya is, de annak a legközelebbi csomópontjai viszonylag távol esnek Pálmonostorától, Kiskunfélegyházánál illetve Kisteleknél találhatók.
Belterületén a 4504-es út halad végig, ez köti össze az 5-ös főúttal, az ellenkező irányban pedig Tömörkénnyel és Csanytelekkel is, míg Gátérrel a 4503-as út kapcsolja össze. Állami közútnak minősül még a területét érintő utak közül az az út, amely a központja délkeleti részéből vezet a déli részén elterülő tanyavilágba, 45 103-as számozással, valamint a Csengelétől az 5-ös főútig vezető 54 121-es út.

## Története
Pálmonostora története az Árpád-korig vezethető vissza.
Egy 14. század közepén kelt oklevélből tudjuk, hogy jelenlegi területén monostor állt, mely a tatárjáráskor elpusztult. IV. Béla király már pusztaként adományozta el néhány családnak. Chegzeiektől később a birtoktárs Becsei Töttös főajtónálló-mester kívánta megszerezni részüket, majd két esztendővel később a másik helyi birtokos családtól, Pétermonostori Miklós fiától és unokáitól meg is vette, és ezek még a IV. Béla által kiállított privilégium levelek átadását is vállalták. A birtok a 16. század végéig számtalanszor gazdát cserélt. A török kiűzése után az Orczy bárók kezére került, majd közvetítő útján Pallavicini Sándor őrgróf vásárolta meg. A 19. század végén tőle váltották meg földterületeit a helybéli részesművelők.
A település újkori fellendülésében jelentős szerepet játszottak az 1830-as évektől betelepülő dohánykertész családok. A lakosság évtizedeken keresztül foglalkozott dohánytermesztéssel. Ezt a tipusú mezőgazdasági munkát őrzi község címere is. Településünket Pusztaként, majd Puszta-Péteriként, Péteri-Pusztaként később Alsó- és Felsőpéteriként jegyezték. 1900-tól Alsó- és Felsőpéteri egyesülése után Pálmonostora nevet vette fel.
1910-ben Pest-Pilis-Solt-Kiskun vármegye Kiskunfélegyházi járásához tartozó 2805 lakosú település volt, 2792 magyar, és 2765 római katolikus lakossal.

## Közélete

### Polgármesterei
- 1990–1994: Laczkó Róbert (független)[3]
- 1994–1998: Laczkó Róbert (független)[4]
- 1998–2002: Laczkó Róbert (független)[5]
- 2002–2006: Cseszkó László György (független)[6]
- 2006–2007: Cseszkó László György (független)[7]
- 2007–2010: Rádiné Genes Ildikó Anna (független)[8]
- 2010–2014: Rádiné Gémes Ildikó Anna (független)[9]
- 2014–2019: Cseszkó László György (független)[10]
- 2019–2024: Cseszkó László György (független)[11]
- 2024– : Cseszkó László György (független)[1]

A településen 2007. október 28-án időközi polgármester-választást tartottak, az előző polgármester lemondása miatt.

## Népesség
A település népességének változása:
| Lakosok száma | 1863 | 1840 | 1798 | 1825 | 1677 | 1637 | 1588 |
|               | 2013 | 2014 | 2018 | 2021 | 2022 | 2023 | 2024 |

A 2011-es népszámlálás során a lakosok 84,5%-a magyarnak, 1,4% cigánynak, 0,8% németnek, 0,9% románnak mondta magát (14,8% nem nyilatkozott; a kettős identitások miatt a végösszeg nagyobb lehet 100%-nál). A vallási megoszlás a következő volt: római katolikus 67,8%, református 2%, evangélikus 0,1%, görögkatolikus 0,1%, felekezeten kívüli 6,2% (22,9% nem nyilatkozott).
2022-ben a lakosság 90,1%-a vallotta magát magyarnak, 0,9% németnek, 0,8% cigánynak, 0,5% románnak, 0,1-0,1% örménynek, bolgárnak, szlováknak, szerbnek és lengyelnek, 2,6% egyéb, nem hazai nemzetiségűnek (8,8% nem nyilatkozott; a kettős identitások miatt a végösszeg nagyobb lehet 100%-nál). Vallásuk szerint 40% volt római katolikus, 1,3% református, 0,2% ortodox, 0,1% izraelita, 0,1% görög katolikus, 1,6% egyéb keresztény, 2,3% egyéb katolikus, 12,1% felekezeten kívüli (42,4% nem válaszolt).

## Nevezetességei
Idegenforgalmi jelentőségű természeti érték a Péteri-tavi madárrezervátum, a hozzá kapcsolódó Peregi-tó, illetve a gátéri Fehér-tó települést érintő része. Felfutóban van településen a lovas turizmus, és a lóhoz kapcsolódó szabadidő eltöltés.
Műemlék épületek idézik az elmúlt korokat, például az Orczy-kastély illetve a Bagi-féle szélmalom.

## Ismert személyek
- Itt született ifjabb Boczonádi Szabó Imre (1882–1969) magyar miniszteri számvizsgáló, méhész, lapszerkesztő és szakíró, országgyűlési képviselő.